# Jocelyne Villeton
Jocelyne Villeton (Francia, 17 de septiembre de 1954) fue una atleta francesa, especializada en la prueba de maratón en la que llegó a ser medallista de bronce mundial en 1987.

## Carrera deportiva
En el Mundial de Roma 1987 ganó la medalla de bronce en la maratón, recorriendo los 42,195 km en un tiempo de 2:32:54 segundos, llegando a metra tras la portuguesa Rosa Mota y la soviética Zoya Ivanova.